# Теорема про рівність голоморфних функцій
В комплексному аналізі, теорема про рівність для голоморфних функцій стверджує, що для функцій f і g, що є голоморфними в області D (відкритій, зв'язаній підмножині), якщо f = g на деякій підмножині {\displaystyle T\subseteq D}, що має граничну точку в області, то f = g в усій області D.
Таким чином, голоморфна функція повністю визначається її значеннями на (можливо, досить малому) околі в D. Ця властивість суттєво відрізняє голоморфні функції від дійсних диференційовних.
Поняття зв'язності на області D є необхідним. Наприклад, якщо D складається з двох відкритих множин із пустим перетином то {\displaystyle f} може бути {\displaystyle 0} на одній відкритій множині і {\displaystyle 1} на іншій, тоді як {\displaystyle g} може бути {\displaystyle 0} на одній і {\displaystyle 2} на іншій.

## Доведення

### Лема
Якщо дві голоморфні функції f і g в області D є рівними на множині T, яка має граничну точку c у D, то f = g на деякому крузі в {\displaystyle D} з центром у точці {\displaystyle c}.

#### Доведення леми
Щоб довести це, досить показати, що {\displaystyle f^{(n)}(c)=g^{(n)}(c)} для всіх {\displaystyle n\geq 0}.
Якщо це не так, нехай m буде найменшим невід'ємним цілим числом з {\displaystyle f^{(m)}(c)\neq g^{(m)}(c)}. Зважаючи на голоморфність в деякому відкритому крузі U з центром у точці c:
{\displaystyle {\begin{aligned}(f-g)(z)&{}=(z-c)^{m}\cdot \left[{\frac {(f-g)^{(m)}(c)}{m!}}+{\frac {(z-c)\cdot (f-g)^{(m+1)}(c)}{(m+1)!}}+\cdots \right]\\[6pt]&{}=(z-c)^{m}\cdot h(z)\end{aligned}}}
Враховуючи неперервність, h не є рівною нулю у деякому відкритому крузі B з центром у точці c. Але тоді f − g ≠ 0 на проколотому крузі B − {c}. Це суперечить припущенню, що c є граничною точкою множини {f = g}.
Ця лема показує, що для комплексного числа a прообраз f−1(a) є дискретною (і, отже, зліченною) множиною, за винятком якщо f = a.

### Доведення теореми
Введемо множину, на якій {\displaystyle f} та {\displaystyle g} мають однаковий розклад у ряд Тейлора:
{\displaystyle S=\{z\in D\mid f^{(k)}(z)=g^{(k)}(z){\text{ for all }}k\geq 0\}=\bigcap _{k=0}^{\infty }\{z\in D\mid (f^{(k)}-g^{(k)})(z)=0\}.}
Достатньо показати, що множина {\displaystyle S} є непорожньою, відкритою та замкнутою. Тоді через зв'язність {\displaystyle D}, {\displaystyle S} має бути рівною {\displaystyle D}, що означає {\displaystyle f=g} на {\displaystyle S=D}.
За лемою {\displaystyle f=g} в деякому крузі з центром {\displaystyle c}, розташованому в {\displaystyle D} , тому вони мають той же ряд Тейлора в {\displaystyle c}, звідки {\displaystyle c\in S} і {\displaystyle S} є непорожньою.
Оскільки {\displaystyle f} і {\displaystyle g} є голоморфними на {\displaystyle D}, {\displaystyle \forall w\in S}, ряди Тейлора для {\displaystyle f} і {\displaystyle g} в околі  {\displaystyle w} мають ненульові радіуси збіжності. Тому на деякому відкритому крузі {\displaystyle B_{r}(w)} ці функції рівні, а тому рівні і їх розклади у ряд Тейлора в усіх цих точках, тож усі точки у {\displaystyle B_{r}(w)} також належать S. Тому S є відкритою множиною.
Із голоморфності {\displaystyle f} і {\displaystyle g} випливає, що вони мають голоморфні похідні, тому всі {\displaystyle f^{(n)},g^{(n)}} є неперервними. Це означає, що {\displaystyle \{z\in D\mid (f^{(k)}-g^{(k)})(z)=0\}} є замкнутою для всіх {\displaystyle k}. Оскільки {\displaystyle S} є перетином замкнутих множин, то вона теж є замкнутою множиною.

## Випадок функцій багатьох змінних
Для функцій кількох комплексних змінних еквівалентне твердження є невірним. Наприклад функції {\displaystyle f_{1}(z_{1},z_{2})=z_{1}z_{2}} і {\displaystyle f_{2}(z_{1},z_{2})=0} є рівними на множині {\displaystyle z_{1}=0} або {\displaystyle z_{2}=0}, проте вони не є рівними на {\displaystyle \mathbb {C} ^{2}}.
Твердження теореми у цьому випадку є таким: якщо для функцій f і g, що є голоморфними у області D,  f = g на деякій відкритій підмножині {\displaystyle T\subseteq D}, то f = g в усій області D.
Доведення у цьому випадку буде фактично аналогічним до попереднього. Можна ввести множину {\displaystyle S} точок, в яких всі часткові похідні функцій є рівними (і відповідно розклади в ряд Тейлора є однаковими). За умовою ця множина є непуста, оскільки {\displaystyle T\subseteq S}. Також, якщо дві голоморфні функції мають однаковий розклад у ряд Тейлора в деякій точці, то вони є рівними в деякому околі цієї точки. Тож разом із кожною точкою множині {\displaystyle S} належить і деякий її окіл, тож {\displaystyle S} є відкритою множиною.
Еквівалентно до попереднього також {\displaystyle S} є перетином замкнутих множин, на яких часткові похідні є рівними. Отже {\displaystyle S} є також замкнутою множиною. Оскільки D є зв'язною, то f = g в усій області D.